# Arthur Vermeeren
Arthur Vermeeren (* 7. Februar 2005 in Lier) ist ein belgischer Fußballspieler, welcher aktuell bei RB Leipzig unter Vertrag steht.

## Karriere

### Verein
Arthur Vermeeren erlernte das Fußballspielen beim belgischen Verein Lierse SK. 2015 wechselte der defensive Mittelfeldspieler in die Jugendabteilung von KV Mechelen. 2018 folgte der Wechsel in die Jugendabteilung von Royal Antwerpen.
Am 11. August 2022 debütierte er für die Profimannschaft Antwerpens im Rückspiel der 3. Qualifikationsrunde der UEFA Europa Conference League 2022/23 beim 2:0-Heimsieg gegen Lillestrøm SK, als er in der zweiten Halbzeit eingewechselt wurde. 2022 wurde er außerdem für Young Reds, die U23 von Royal Antwerpen, in der dritten belgischen Liga eingesetzt.
Insgesamt kam er in der Saison 2022/23 auf 26 von 40 möglichen Ligaspielen für die erste Mannschaft, in den er ein Tor schoss, sechs Pokalspiele und zwei Spiele in der Qualifikation zur Conference League. Er beendete die Saison als belgischer Meister und Pokalsieger. Dazu kamen sechs Spiele für die zweite Mannschaft mit einem Tor.
Ende Januar 2024 wechselte er nach Spanien zu Atlético Madrid und unterschrieb dort einen langfristigen Vertrag bis Sommer 2030. Im August 2024 wurde er an RB Leipzig verliehen. Nach 15 Bundesligaeinsätzen wurde er im Januar 2025 fest verpflichtet und mit einem Vertrag bis zum 30. Juni 2029 ausgestattet.

### Nationalmannschaft
Vermeeren wurde 2021 erstmals für die belgische U17 nominiert. Am 21. September 2022 debütierte er für die U18 bei einem 3:1-Auswärtssieg im Freundschaftsspiel gegen Färöer.
Am 13. Oktober 2023 bestritt er im EM-Qualifikationsspiel gegen Österreich sein erstes A-Länderspiel. Es blieb sein einziger Einsatz in der Qualifikation. Die Roten Teufel qualifizierten sich ungeschlagen für die EM-Endrunde, für die er am 28. Mai 2024 nominiert wurde.

## Titel
- Belgischer Meister: 2023
- Belgischer Pokalsieger: 2023
- Belgischer Supercupsieger: 2023